# L'Abergement-de-Cuisery
Pour les articles homonymes, voir L'Abergement (homonymie).
L'Abergement-de-Cuisery est une commune française située dans le département de Saône-et-Loire, en région Bourgogne-Franche-Comté.
L'Abergement-de-Cuisery fait partie de la Bresse louhannaise et son territoire est situé aux limites méridionales du département de Saône-et-Loire, ainsi qu'aux limites sud de la région Bourgogne-Franche-Comté, mais aussi aux limites méridionales des parlers d’oïl. Les patois de cette partie du val de Saône sont très influencés par les dialectes franco-provençaux.
La commune fut également dénommée Abergement-les-Cuisery dans le dictionnaire des postes de l'Empire publié en 1859.
La commune est adhérente à la communauté de communes Terres de Bresse dont le siège est situé dans la commune voisine de Cuisery.
Historiquement, la paroisse qui dépendait en grande partie de l'abbaye bénédictine de Tournus, fut rattachée au duché de Bourgogne au XIIIe siècle à l'instar de l'ensemble de ce secteur de la Bresse.
La mairie est située à 178 m d'altitude et les habitants de la commune se dénomment les Abergementais et les Abergementaises.

## Géographie

### Situation
Le village de l'Abergement-de-Cuisery fait partie de la Bresse louhannaise. Le territoire communal se situe dans le sud du département de Saône-et-Loire, dans l'arrondissement de Louhans.
Le territoire communal est très proche des limites septentrionales du département de l'Ain et de région Auvergne-Rhône-Alpes, dont il n'est séparé que par le territoire des communes de Préty et de La Truchère.
Le territoire communal se situe dans la vallée de la Saône, un important axe fluvial et routier. La commune est située à 5 km au nord de Cuisery, à 25 km au sud-ouest de Louhans, sous-préfecture et à 35 km de la ville de Mâcon, préfecture du département.

### Description
L'Abergement-de-Cuisery est un village de type rural, sans réel bourg central, mais comprenant une église et une mairie, divisé en plusieurs hameaux dispersés dans une plaine alluvionnaire à proximité de la Saône.

### Géologie et relief
L'Abergement-de-Cuisery se situe dans la plaine de la Bresse, comprise entre la Saône à l'ouest, le Doubs au nord, le massif du Jura à l'est, et la Dombes au sud.
La Bresse correspond à la partie centrale du fossé bressan. Il s'agit d'un vaste fossé d'effondrement, datant de l'Oligocène et formé par distension lors la formation de la chaîne des Alpes. Ce bassin qui fut un lac s'est rempli progressivement d'alluvions et de colluvions à la fin du Cénozoïque et durant le Quaternaire.
Le sous-sol de la commune est en grande partie constitué par des limons (niveau d'altitude de 195–200 m) et par les sables de Chagny.

### Hydrographie
Le bief du moulin Richy est le seul cours notable de la commune.

### Climat
Pour des articles plus généraux, voir Climat de la Bourgogne-Franche-Comté et Climat de Saône-et-Loire.
En 2010, le climat de la commune est de type climat océanique dégradé des plaines du Centre et du Nord, selon une étude du Centre national de la recherche scientifique s'appuyant sur une série de données couvrant la période 1971-2000. En 2020, Météo-France publie une typologie des climats de la France métropolitaine dans laquelle la commune est exposée à un climat semi-continental et est dans la région climatique  Bourgogne, vallée de la Saône, caractérisée par un bon ensoleillement (1 900 h/an), un été chaud (18,5 °C), un air sec au printemps et en été et des vents faibles. 
Pour la période 1971-2000, la température annuelle moyenne est de 11,5 °C, avec une amplitude thermique annuelle de 17,9 °C. Le cumul annuel moyen de précipitations est de 880 mm, avec 11,3 jours de précipitations en janvier et 7,4 jours en juillet. Pour la période 1991-2020, la température moyenne annuelle observée sur la station météorologique de Météo-France la plus proche, « Romenay », sur la commune de Romenay à 12 km à vol d'oiseau, est de 11,8 °C et le cumul annuel moyen de précipitations est de 983,9 mm. 
La température maximale relevée sur cette station est de 40,7 °C, atteinte le 12 août 2003 ; la température minimale est de −19,5 °C, atteinte le 17 janvier 1985,,. 
Les paramètres climatiques de la commune ont été estimés pour le milieu du siècle (2041-2070) selon différents scénarios d'émission de gaz à effet de serre à partir des nouvelles projections climatiques de référence DRIAS-2020. Ils sont consultables sur un site dédié publié par Météo-France en novembre 2022.

#### Tableau des températures
Pour la ville de Mâcon, commune proche de L'Abergement-de-Cuisery, les valeurs climatiques de 1981 à 2010 sont les suivantes.
| Mois                              | jan. | fév. | mars | avril | mai | juin | jui. | août | sep. | oct. | nov. | déc. | année |
| --------------------------------- | ---- | ---- | ---- | ----- | --- | ---- | ---- | ---- | ---- | ---- | ---- | ---- | ----- |
| Température minimale moyenne (°C) | 0    | 1    | 3,5  | 6     | 10  | 13,5 | 15,5 | 15   | 11,5 | 8    | 3,5  | 1    | 7,5   |
| Température moyenne (°C)          | 2    | 4,5  | 8    | 11    | 15  | 19   | 21   | 20,5 | 17   | 12   | 7    | 3,5  | 12    |
| Température maximale moyenne (°C) | 5,5  | 8    | 12   | 16    | 20  | 24   | 27   | 26   | 22   | 16,5 | 10   | 6    | 16    |
| Précipitations (mm)               | 59   | 53   | 49   | 75    | 88  | 75,5 | 71   | 72   | 79,5 | 85,5 | 84   | 70   | 861,5 |

### Voies de communications

#### Les voies routières
Le territoire communal est traversé dans sa partie sud par la route départementale no 975.

##### La Route Départementale 975 (ex-RN 75)
La route nationale 75 était la dénomination de la grande route qui traversait Cuisery et L'Abergement-de-Cuisery à sa création en 1824. Cette route a toujours été dénommée route de Tournus au niveau du territoire de L'Abergement (secteur dit de la Basse froidière et Les Sables.
Dans un sens plus large (et historique), cette route commençait à son origine à l'ancien pont sur la Saône et fut longtemps dénommée route des Alpes (nom qu'elle porte d'ailleurs encore, de façon officielle, sur le territoire de L'Abergement-de-Cuisery ainsi que sur le territoire voisin de Lacrost, première commune traversée par cette route).
Cette voie menait de Chalon-sur-Saône par Tournus à Grenoble, puis au Trièves et fut prolongée à plusieurs reprises après 1824 : jusqu'à Aspres-sur-Buëch de 1824 à 1842, puis à Serres jusqu'en 1950 et enfin jusqu'à Sisteron jusqu'en 2006 avant que cette route nationale soit déclassée dans son intégralité à la suite de la réforme de 2005, et sa gestion est confiée aux départements traversés. Un site internet bien documenté présente l'histoire de cette route mythique
Toutefois, dans le département de Saône-et-Loire, cette route avait déjà été déclassée en 1972, en route départementale 975 (RD 975), lors d'une première réforme.

## Urbanisme

### Typologie
Au 1er janvier 2024, L'Abergement-de-Cuisery est catégorisée commune rurale à habitat dispersé, selon la nouvelle grille communale de densité à sept niveaux définie par l'Insee en 2022.
Elle est située hors unité urbaine. Par ailleurs la commune fait partie de l'aire d'attraction de Tournus, dont elle est une commune de la couronne,. Cette aire, qui regroupe 14 communes, est catégorisée dans les aires de moins de 50 000 habitants,.

### Occupation des sols
L'occupation des sols de la commune, telle qu'elle ressort de la base de données européenne d’occupation biophysique des sols Corine Land Cover (CLC), est marquée par l'importance des territoires agricoles (58,2 % en 2018), une proportion sensiblement équivalente à celle de 1990 (59 %). La répartition détaillée en 2018 est la suivante : prairies (45,2 %), forêts (27,6 %), zones urbanisées (13,1 %), terres arables (12,7 %), espaces verts artificialisés, non agricoles (1,1 %), zones agricoles hétérogènes (0,3 %). L'évolution de l’occupation des sols de la commune et de ses infrastructures peut être observée sur les différentes représentations cartographiques du territoire : la carte de Cassini (XVIIIe siècle), la carte d'état-major (1820-1866) et les cartes ou photos aériennes de l'IGN pour la période actuelle (1950 à aujourd'hui).

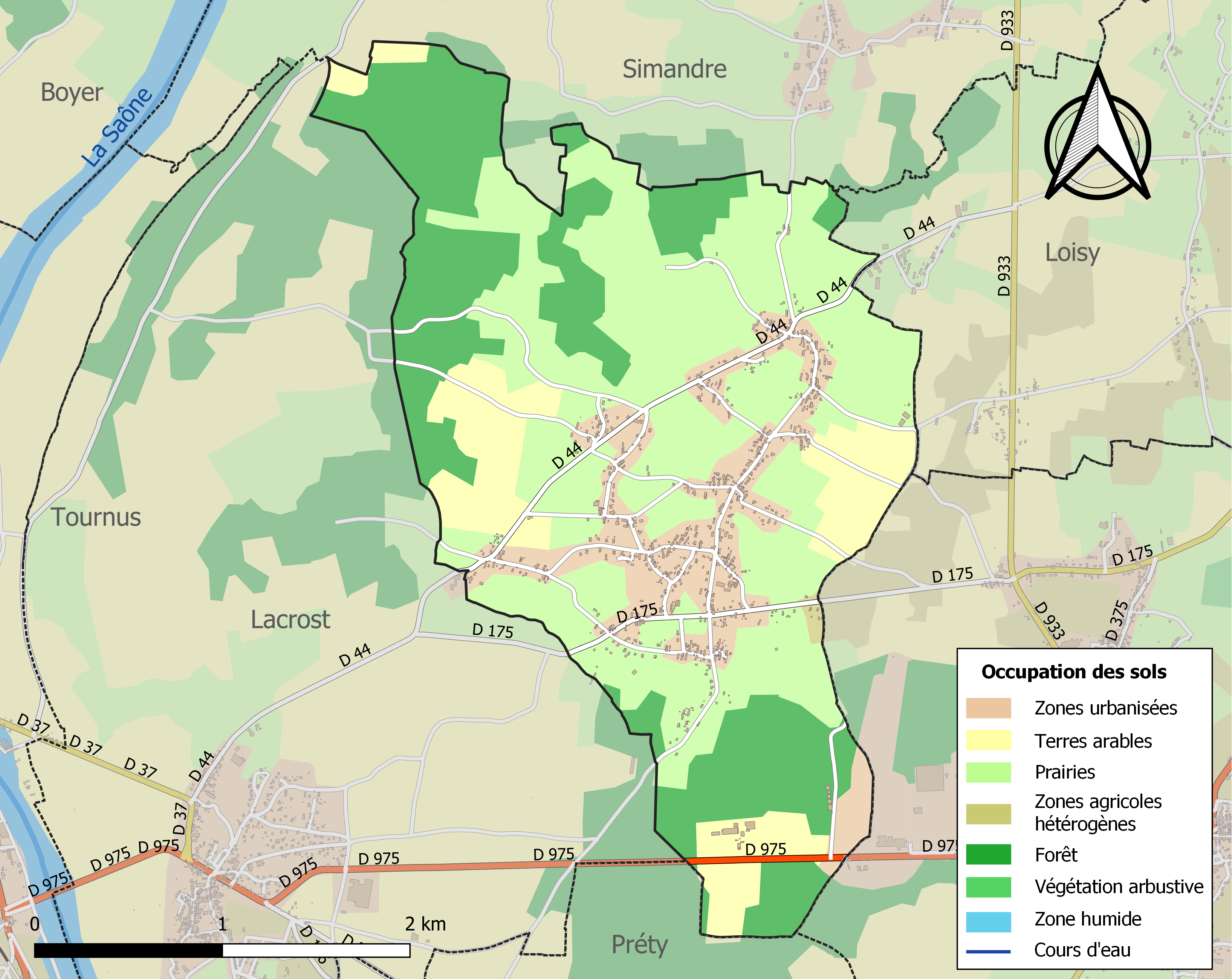
Carte des infrastructures et de l'occupation des sols de la commune en 2018 (CLC).

### Morphologie urbaine
Le territoire communal de L'Abergement ne présente pas de véritable bourg central. La vocation essentiellement agricole de la commune a eu pour conséquence la création d'une vingtaine de hameaux épars, généralement constitués autour de quelques fermes.
Depuis quelques années l'implantation de quelques bâtiments, notamment des villas d'habitation permettent d'identifier un début d'agglomération semi urbaine comprenant les hameaux de Loire, Breuil et la Froidère.

### Hameaux de la commune
La liste ci-dessous présente ces hameaux depuis le nord du territoire vers le sud.
| - Moulin Richy - Porteau Richy - Loire - la Mare - Breuil - la Villeneuve | - la Bonde - les Cours Michelet - la Fraigne - Moulin Terrier - la Froidière - les Sables |

### Logement
Le nombre de logements existants dans la commune en 2014 est de 364 ; 312 sont des résidences principales, 30 des résidences secondaires ou des logements occasionnels et 22 sont des logements vacants. Le nombre de maisons est de 361 et celui des appartements de 3.

### Risques naturels et technologiques

#### Risques sismiques
La totalité du territoire de la commune de L'Abergement-de-Cuisery est située en zone de sismicité n° 2 (sur une échelle de 1 à 5), comme la plupart des communes de son secteur géographique.
| Type de zone | Niveau            | Définitions (bâtiment à risque normal) |
| ------------ | ----------------- | -------------------------------------- |
| Zone 2       | Sismicité modérée | accélération = 0,84 m/s2               |

## Toponymie
Le nom de la commune est composé de deux termes principaux
- L'Abergement

Ce terme peut provenir de la forme latinisée Albergamentum (tel qu'il a été répertorié dans la Dombes), voire Abbergamentis (tel qu'il a été identifié en Suisse romande) et désigne « l'albergement ».
L'albergement' est un contrat féodal par lequel un paysan — tenanciers libres ou serfs albergataires — recevait d'un seigneur une terre pour une longue période moyennant une redevance annuelle, appelée introge,. Cette forme de tenure était l'équivalent d'une location ou bail emphytéotique ou emphytéose.
Ce terme était essentiellement utilisé au Moyen Âge dans le Dauphiné et en Savoie. Les bénéficiaires d'un albergement pouvaient être appelés les « albergers ».
- Cuisery

La première mention du nom de Cuisery, commune voisine, remonte à l'année 1119, et celle-ci nous indique une appellation de l'église sous le nom de Ecclesia de Cuisiriaco qui est une dénomination latine correspondant au patronyme Casurius, qui selon le toponymiste Ernest Nègre devait correspondre au maître des lieux à l'époque gallo-romaine, sous entendant que le secteur devait être occupé par une villa romaine.

## Histoire

### Préhistoire
Durant l'ère tertiaire, le secteur actuel de la Bresse correspond à la partie centrale de ce qui était un immense lac qui s'étendait du sud des Vosges au nord du massif du Vercors. Cette immense étendue d'eau se déversait vers la mer Méditerranée au sud de ce qui correspond, au XXIe siècle, au secteur la ville de Valence, près du confluent de la Drôme avec le Rhône. Le verrou glaciaire formé par les monts du Vivarais et du Tricastin jouait le rôle de plan d’eau régulant le niveau de ce lac.
Vers le milieu de l'ère tertiaire, à l’oligocène et au miocène, de vastes mouvements géologiques provoquèrent l’écoulement des eaux vers le sud et l’assèchement progressif du lac bressan. Le sol humide et marécageux fut propice à un boisement important, les résidus alluvionnaires importants charriés par les cours d’eau nombreux ayant considérablement enrichi un environnement plutôt pauvre et imperméable. C’est probablement ainsi que se constitua ce que, bien plus tard, les Romains appelèrent Saltus Brixiensis ou Brixia de ce qu'on peut nommer l'ancienne forêt bressane. C'est durant cette période forestière que les premiers hommes firent leur apparition.
Situé non loin de L'Abergement-de-Cuisery, sur le territoire de la commune voisine de Lacrost, La nécropole des Près-de-l'Eau présente une quarantaine de tumuli où ont été trouvés des silex taillés de l'époque néolithique et une pointe de flèche datant de la fin de l'âge de la pierre polie vers 2500 av. J.-C.
D'autres nécropoles se trouvent aux environs, au lieu-dit les Varennes toujours sur la commune de Lacrost, mais aussi à Ormes - Simandre et au nord du lit de la rivière Seille.

### Antiquité
La Bresse louhanaise à laquelle appartient le territoire de L'Abergement-de-Cuisery se situait aux limites des territoires de plusieurs peuples gaulois, le principal peuple de cette région de la Gaule étant les Éduens qui occupait le territoire actuel de la Bourgogne. Les Ambarres, un autre peuple client de la confédération éduenne se situait, quant à lui sur le territoire actuel de l'Ain. Les Séquanes, un peuple opposé au Éduens, s'établissait dans le territoire de la Franche-Comté et du Nord de la Bresse actuels.

### Moyen Âge et Renaissance
L'histoire des hameaux qui forment aujourd'hui la commune de L'Abergement-de-Cuisery sont intimement lié à l'histoire de la commune voisine de Cuisery.
Dès le XIe siècle, les sires de Bagé, puissants seigneurs de la région furent les châtelains de Cuisery. En 1272, à la suite du mariage de Sibylle demoiselle de Bagé avec Amédée V de Savoie, la ville devient savoyarde, mais en 1289, elle redevient la propriété du duc de Bourgogne, à la suite d'un échange de terres avec le comte de Savoie.
L'Abergement a donc été fondé à la suite de cet échange de châtellenie entre les comtes de Savoie et le duc de Bourgogne au XIIIe siècle, création qui fut aussi liér à une campagne de défrichement des campagnes durant cette même période. Le hameau de la Froidière apparaît dans les textes en 1281, en tant que possession de la paroisse de Préty. En 1443 ce même hameau de la Froidière appartient toujours au duc mais l'abbé de Tournus peut y percevoir la dîme. Le hameau de Froidière et l'Abergement (la Villeneuve) seront séparés en deux paroisses distintes jusqu'au XVIIe siècle.
Cuisery et L'Abergement-de-Cuisery deviennent françaises en 1477, à la suite du rattachement du duché de Bourgogne à la couronne de France. La commune reste une ville frontière durant deux siècles. Le rattachement de la Bresse et du Bugey à la France en 1601 modifiera ce statut et les hameaux de la commune garderont leurs vocations agricoles jusqu'au XXIe siècle.

### Temps moderne et Époque contemporaine
L'Abergement fut érigée en paroisse le 24 novembre 1777 grâce à un don de François Terrier, dernier vicaire perpétuel et premier curé de la paroisse.
Le clocher de l'église est terminé en 1833. La statue de saint Jacques qui ornait la façade de la ferme du Colombier a disparu, probablement après la Révolution.
Le moulin de étang de La Bonde a fonctionné au plus tard dans les années 1930, avant d'être aménagée en laiterie et le Moulin Terrier a, quant à lui, fonctionné jusque dans les années 1950. La forge du hameau de la Mare a cessé de fonctionner dans les années 1980.

## Politique et administration

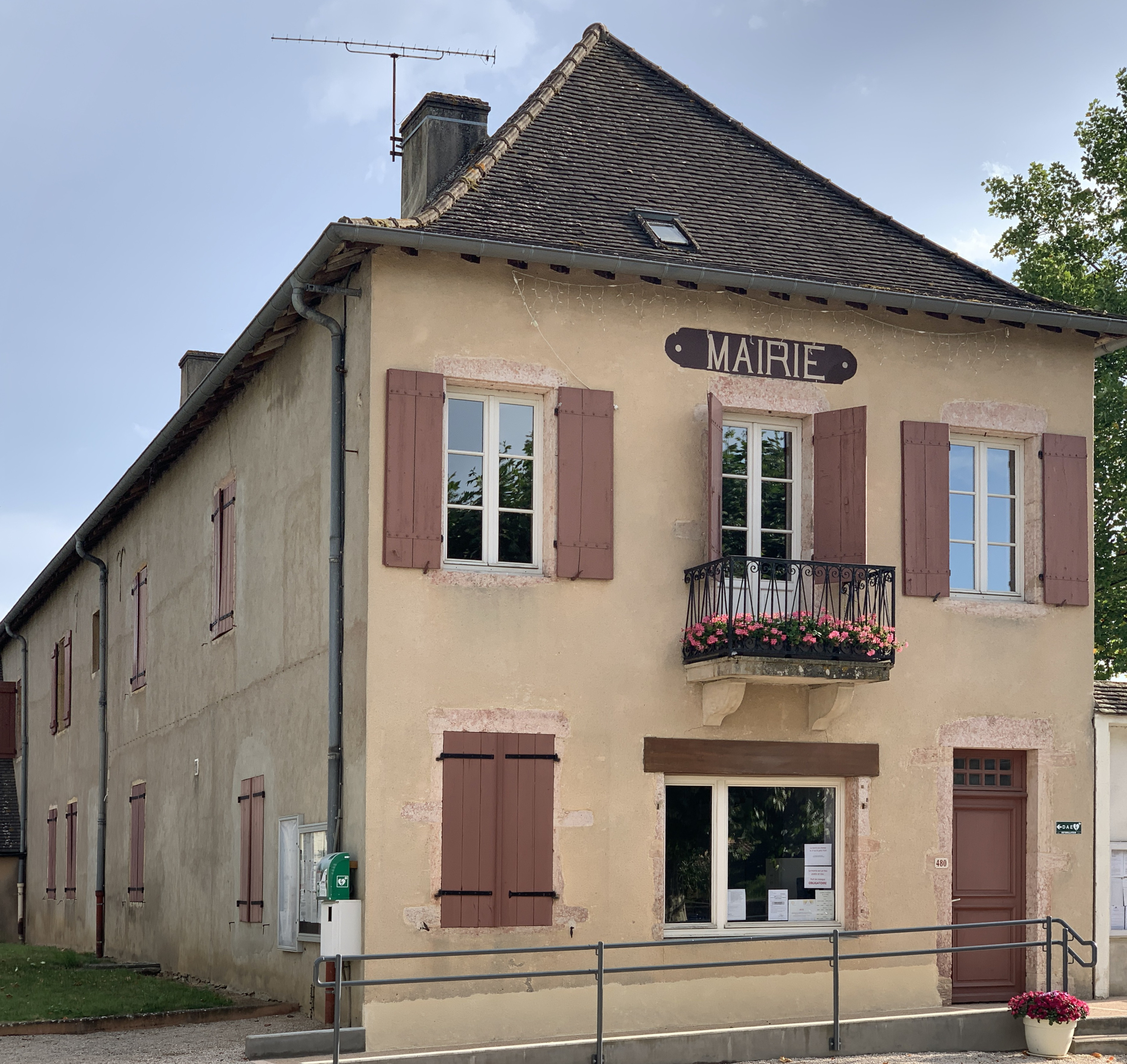
Mairie.

### Tendances politiques et résultats
Voici, ci-dessous, les résultats des derniers scrutins, au niveau national, régional, départemental que local, de la commune :

#### Scrutins nationaux
- Élections européennes (2014) les quatre listes arrivées en tête : Liste bleu Marine – non à Bruxelles oui à la France (FN) 30,88 % ; Pour la France, agir en Europe avec Nadine Morano 24,42 % ; Choisir notre Europe (UG) 12,90 %, Rompre et refonder l'Europe, liste Front de Gauche soutenue par Jean-Luc Mélenchon 10,6 % + 19 autres listes[35].

- Élection présidentielle 2017 (2e tour) : Emmanuel Macron (LaREM) obtient 50,7 % et Marine Le Pen (FN) 49,3 % des suffrages exprimés[36].

- Élections législatives 2017 (2e tour) : Cécile Untermaier (PS) 55,86 % des suffrages exprimés ; Catherine Gabrelle (LaREM) 44,14 % des suffrages exprimés[37].

- Lors du 1er tour des élections législatives françaises de 2022, Cécile Untermaier (PS), députée sortante, arrive en tête avec 31,55 % des suffrages comme lors du second tour, avec cette fois-ci, 60,29 % des suffrages[38].

#### Scrutins régionaux
- Élections régionales (2015) : au deuxième tour du scrutin le Front National (Sophie Montel) : 38,92 % ; Union de la Gauche (Marie-Guite Dufay) : 32,63 % ; Union de la Droite (François Sauvadet) : 28,44 %[39].

- Le village de l'Abergement-de-Cuisery place la liste « Notre Région Par Cœur » menée par Marie-Guite Dufay, présidente sortante (PS) en tête, dès le 1er tour des élections régionales de 2021 en Bourgogne-Franche-Comté, avec 31,55 % des suffrages. Lors du second tour, les habitants décideront de placer de nouveau la liste de "Notre Région Par Cœur" menée par Marie-Guite Dufay, présidente sortante (PS) en tête, avec cette fois-ci, près de 40,79 % des suffrages. Devant les autres listes menées par Gilles Platret (LR) en seconde position avec 35,53 %, Julien Odoul (RN), troisième avec 17,54 % et en dernière position celle de Denis Thuriot (LaREM) avec 6,14 %. Il est important de souligner une abstention record lors de ces élections qui n'ont pas épargné Le village de l'Abergement-de-Cuisery avec lors du premier tour 70,51 % d'abstention et au second, 63,55 %[40].

#### Scrutins départementaux
- Élections départementales 2015 : Colin Thierry et Jaillet Françoise (binôme Union de la droite) 55,58 % ; Cannard Frédéric et Chambriat Sylvie (binôme Union de la gauche) 30,83 % : Dorier Anthony et Trésorier Viviane (binôme Front national) 13,59 %[41].

- Le village de l'Abergement-de-Cuisery faisant partie du canton de Cuiseaux place le binôme de Sébastien Fierimonte (DIV) et Carole Rivoire-Jacquinot (DIV), en tête, dès le 1er tour des élections départementales de 2021 en Saône-et-Loire avec 43,72 % des suffrages. Lors du second tour, les habitants décideront de placer de nouveau le binôme de Sébastien Fierimonte (DIV) et Carole Rivoire-Jacquinot (DIV), en tête, avec cette fois-ci, près de 57,33 % des suffrages. Devant l'autre binôme menée par Frédéric Cannard (DVG) et Sylvie Chambriat (DVG) qui obtient 42,67 %. Cependant, il s'agit du binôme Frédéric Cannard (DVG) et Sylvie CHAMBRIAT (DVG) qui est élu, une fois les résultats centralisés. Il est important de souligner une abstention record lors de ces élections qui n'ont pas épargné le village de l'Abergement-de-Cuisery avec lors du premier tour 70,05 % d'abstention et au second, 62,02 %[42].

#### Scrutins locaux
- Élections municipales 2014 : 15 conseillers municipaux ont été élus dès le premier tour. Thierry Colin a été réélu maire par le conseil municipal.

### Liste des maires de l'Abergement-de-Cuisery
| Période                                  | Période  | Identité      | Étiquette | Qualité                   |
| ---------------------------------------- | -------- | ------------- | --------- | ------------------------- |
| mars 2001                                | En cours | Thierry Colin | DVD       | Ancien conseiller général |
| Les données manquantes sont à compléter. |          |               |           |                           |

### Jumelages
La commune n'est jumelée avec aucune autre commune française ou étrangère.

## Population et société

### Démographie
L'évolution du nombre d'habitants est connue à travers les recensements de la population effectués dans la commune depuis 1793. Pour les communes de moins de 10 000 habitants, une enquête de recensement portant sur toute la population est réalisée tous les cinq ans, les populations de référence des années intermédiaires étant quant à elles estimées par interpolation ou extrapolation. Pour la commune, le premier recensement exhaustif entrant dans le cadre du nouveau dispositif a été réalisé en 2007.

En 2022, la commune comptait 811 habitants, en évolution de +3,44 % par rapport à 2016 (Saône-et-Loire : −1,06 %, France hors Mayotte : +2,11 %).
| 1793  | 1800  | 1806 | 1821  | 1831  | 1836  | 1841  | 1846 | 1851  |
| ----- | ----- | ---- | ----- | ----- | ----- | ----- | ---- | ----- |
| 1 073 | 1 113 | 992  | 1 103 | 1 137 | 1 001 | 1 013 | 987  | 1 007 |

| 1856 | 1861 | 1866  | 1872 | 1876 | 1881 | 1886 | 1891 | 1896 |
| ---- | ---- | ----- | ---- | ---- | ---- | ---- | ---- | ---- |
| 981  | 958  | 1 002 | 936  | 926  | 888  | 889  | 831  | 846  |

| 1901 | 1906 | 1911 | 1921 | 1926 | 1931 | 1936 | 1946 | 1954 |
| ---- | ---- | ---- | ---- | ---- | ---- | ---- | ---- | ---- |
| 856  | 811  | 734  | 651  | 660  | 627  | 654  | 633  | 622  |

| 1962 | 1968 | 1975 | 1982 | 1990 | 1999 | 2006 | 2007 | 2012 |
| ---- | ---- | ---- | ---- | ---- | ---- | ---- | ---- | ---- |
| 603  | 609  | 590  | 584  | 652  | 640  | 694  | 702  | 753  |

| 2017 | 2022 | - | - | - | - | - | - | - |
| ---- | ---- | - | - | - | - | - | - | - |
| 797  | 811  | - | - | - | - | - | - | - |

Les 757 habitants de la commune, en 2014, ont moins de 30 ans pour 219 d'entre eux, 333 ont entre 39 et 59 ans et 309 ont 60 ans ou plus.
Parmi les 486 personnes qui, en 2014, ont entre 15 et 64 ans. 77,2 % sont des actifs ayant un emploi, 4,6 % sont chômeurs, 6 % sont élèves ou étudiants, 11,8 % sont retraités ou préretraités et 5 % d'autres inactifs.

### Enseignement
Rattachée à l'académie de Dijon, la commune héberge une école maternelle (effectif de 20 élèves pour la période 2017-2018).

### Médias

#### Presse locale
Le Journal de Saône-et-Loire est un quotidien régional français diffusé en Saône-et-Loire, dont le siège se trouve à Chalon-sur-Saône. Les abonnés et les acheteurs réguliers de ce journal demeurant dans le territoire de L'Abergement-de-Cuisery et de ses communes voisines, reçoivent l'édition de Louhans dénommée, JSL-La Bresse.

### Culte

#### Culte catholique
L'église Saint-Christophe dépend de la paroisse Saint-Jean-Baptiste-en-Bresse qui regroupe quatorze églises situées dans les arrondissements de Louhans et de Chalon-sur-Saône. Cette paroisse dépend au niveau diocésain de l'évêché d'Autun.

## Économie et emploi

### Secteurs d'activités
Sur le territoire communal, on dénombre, au 31 décembre 2015, trente-sept établissements actifs qui emploient soixante salariés au total :
Cinq établissements appartiennent au secteur de l'agriculture (trente-huit salariés au total), un seul au secteur de l'industrie (aucun salarié), six d'entre eux sont du secteur de la construction (cinq salariés), vingt établissements relèvent du secteur du commerce, des transports et des services divers (huit salariés au total) et, enfin cinq d'entre eux appartiennent secteur de l'administration publique, de l'enseignement, de la santé et de l'action sociale (neuf salariés au total).

## Culture locale et patrimoine

### Lieux et monuments
- L'église paroissiale
- Le monument aux morts sur la place de la Mairie.

### Héraldique
|  | L'Abergement-de-Cuisery possède des armoiries dont l'origine et le blasonnement exact ne sont pas disponibles. |

## Pour approfondir